# Буйволівництво в Азербайджані

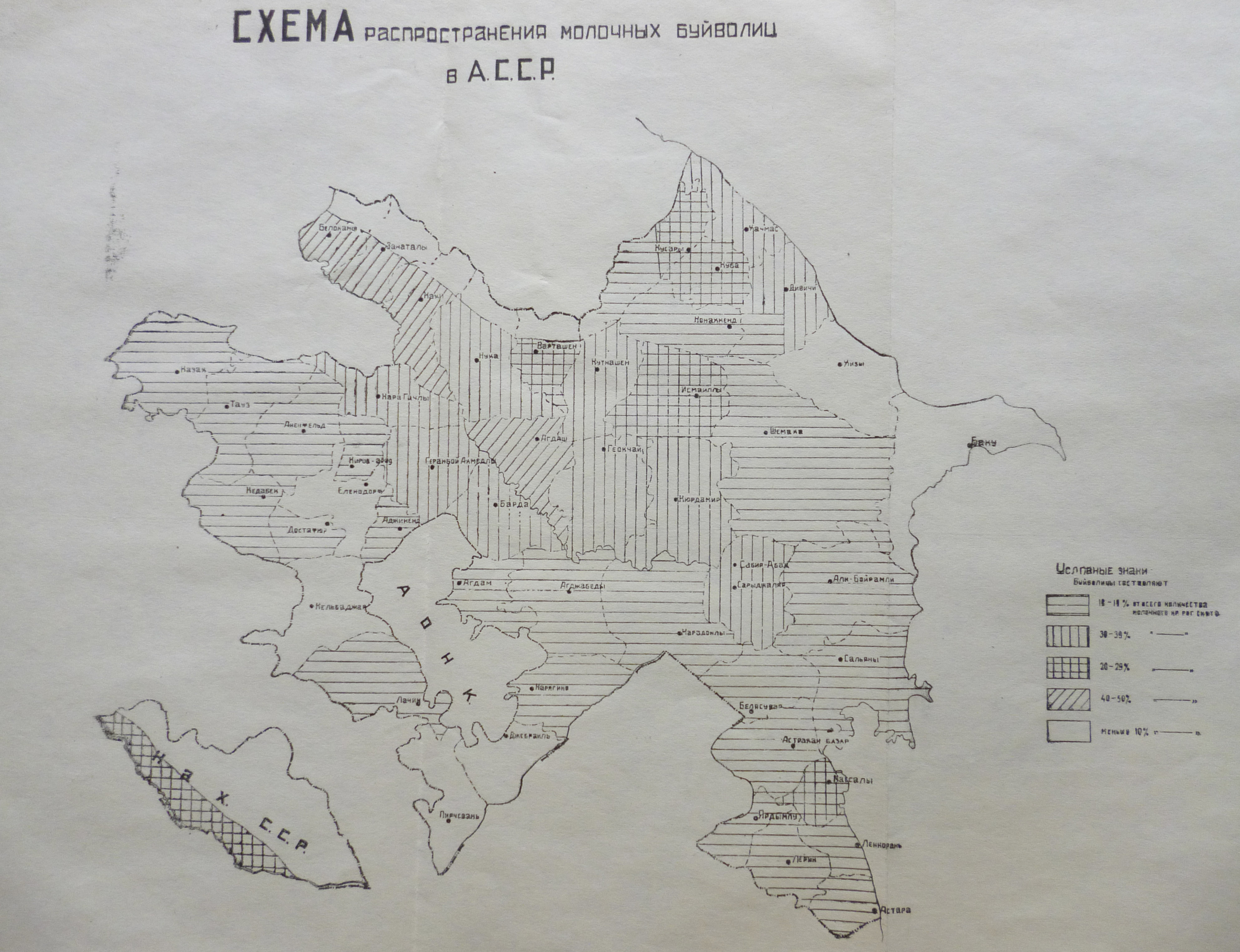
Схема розповсюдження молочних буйволиць в Азербайджанській РСР у середині 1930-х років

Буйволівництво в Азербайджані є важливою галуззю тваринництва. Так до 1990 року на Азербайджан припадало понад 70 % поголів'я буйволів в СРСР. З усього поголів'я азербайджанських буйволів близько 63 % утримувалися в особистих господарствах колгоспників, робітників і службовців. У пострадянський період поголів'я буйволів в Азербайджані стало скорочуватися. 2013 року в країні налічувалося 265 тис. голів буйволів.

## Характеристика популяції
Азербайджанський (кавказький) буйвіл — це одомашнений азійський буйвіл. Його середня висота в холці становить 130—132 см, коса довжина тулуба 138—142 см, обхват грудей 187—191 см. Голова груба і відносно невелика. Лоб у буйволів короткий, досить широкий і опуклий. Потилиця, лицьова частина голови витягнута. Роги великі, здебільшого спрямовані назад, їхня верхня поверхня ребриста, нижня — закруглена; біля основи рогів — кільця. За кількістю кілець на рогах буйволиць можна визначити число отелень. Кількість зубів така ж, як у великої рогатої худоби. Шия довга, вузька і тонка. Холка висока і дуже довга. Спина коротка, широка, даховидна. Поперек довгий, широкий, плоский, прямий. Крижі підняті. Зад широкий, звислий, даховидний, звужений в сідничних горбах. Груди глибокі, середньої ширини. Черево об'ємисте. Хвіст може мати різну довжину, його пристановка глибока. Вим'я середнє чашоподібної форми з чотирма сосками. Кістяк грубий, товстий, мускулатура суха. Шкіра товста і груба. Волосся рідке, довге, жорстке. Голова і плечі добре покриті волоссям, круп і стегна майже голі. Буйвіл стійкий до низки епізоотичних захворювань.
Буйвіл має хорошу здатністю до ефективного нагулу, порівняно з великою рогатою худобою. За даними на кінець 1940-х років, середня жива вага дорослих буйволиць в Азербайджані становила 442 кг. У кращих буйволиць жива вага досягала 686 кг, а у самців — 720 кг. Вага кялі (кастрованих буйволів) досягала 900—1000 кг. Істотним недоліком буйвола як сільськогосподарської тварини є пізньозрілість: азербайджанський буйвіл досягає статевого дозрівання не раніше 6 років.
Буйволи в Азербайджані розводяться переважно для одержання молока. До кінця 1940-х років, за даними Азербайджанської дослідної станції, річні надої буйволиць становили 543—2048 кг; рекордні надої досягали 3187 кг і вище. Максимальні добові надої досягали 13,2 л. Молоко буйволиць має білий колір з блакитним відтінком. Парне молоко має різкий специфічний запах. Жирність молока в середньому вдвічі вища, ніж у коров'ячого молока. Середня тривалість лактації становить 283 дні. Молоко буйволиць використовується для виготовлення масла і твердих сирів. У сільських районах буйволи також традиційно використовуються як транспортні тварини. Кялі (кастрати) сильніші від звичайних волів, пара кялі може везти вантаж до 2—3 т, швидкість становить 3—3,5 км/год. М'ясо буйволів вживається в їжу. Сало буйволів твердіше від яловичого і містить більше стеаринової кислоти. Забійна вага становить 40—50 %. Шкіра може бути використана для виготовлення взуття.
Буйволи розподілені по території Азербайджану нерівномірно (див. схематичну карту). Розведенню буйволів сприяє жаркий клімат і достаток води, в горах вище від 1800—2000 м буйволів не розводять. За даними 1930-х років, найбільший відсоток буйволів у загальному стаді великої рогатої худоби спостерігався в трьох регіонах. Перший — це райони вздовж течії Кури від Кюрдамірського до Самуського району, а також райони вздовж течії річок Алазані і Іорі — там відсоток буйволів у загальному стаді великої рогатої худоби становив 30—50 %. Другий масив — це Хачмазький і Шабранський райони на березі Каспійського моря, де процентне співвідношення приблизно таке ж. Третій масив — це Джалілабадський і Масаллинський райони, де відсоток буйволів у загальному стаді великої рогатої худоби становив 30—40 %

## Галерея

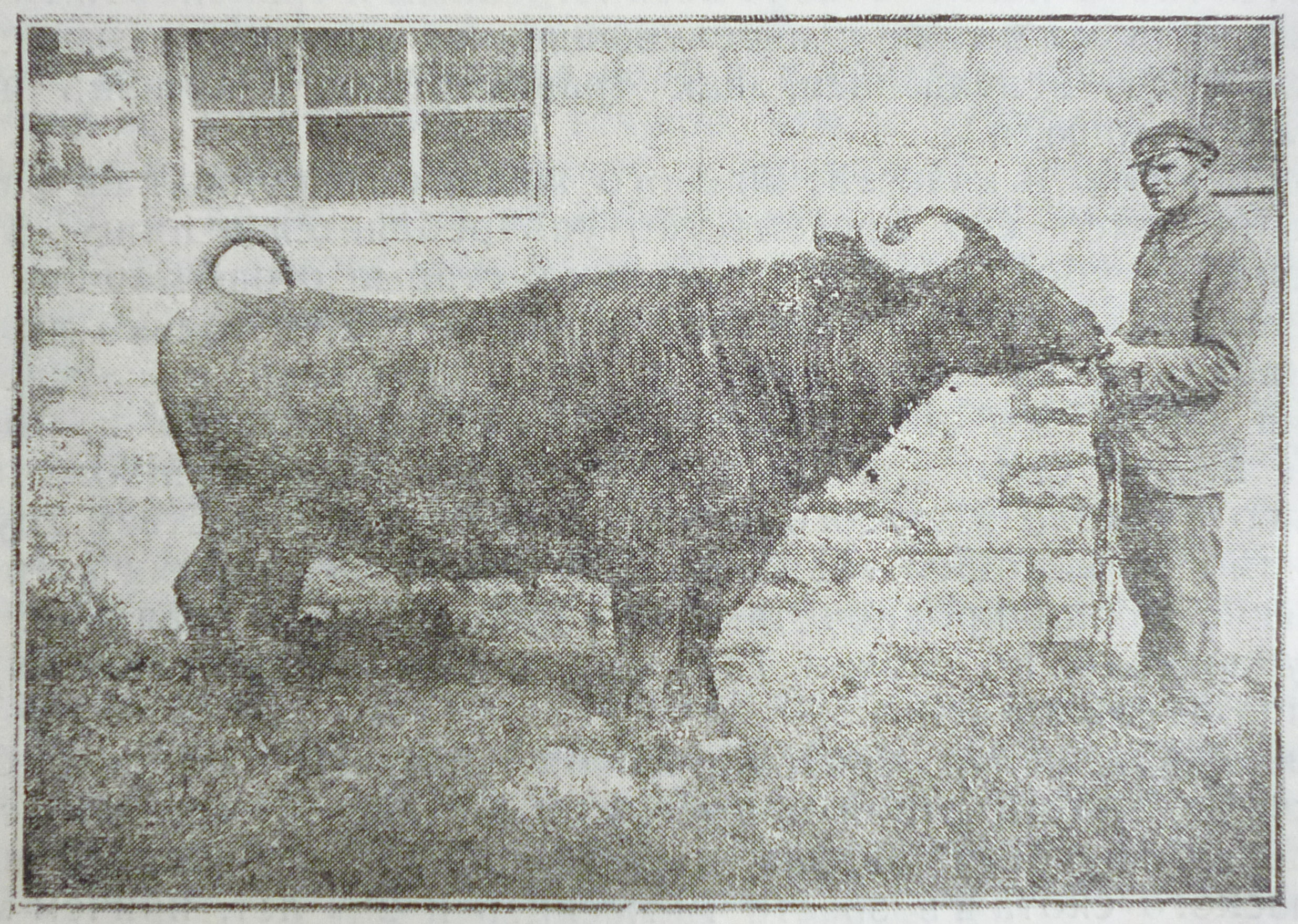
Буйвол-насінник «Абляким» Азербайджанської зоотехнічної станції, вік 5 років, жива вага 540 кг
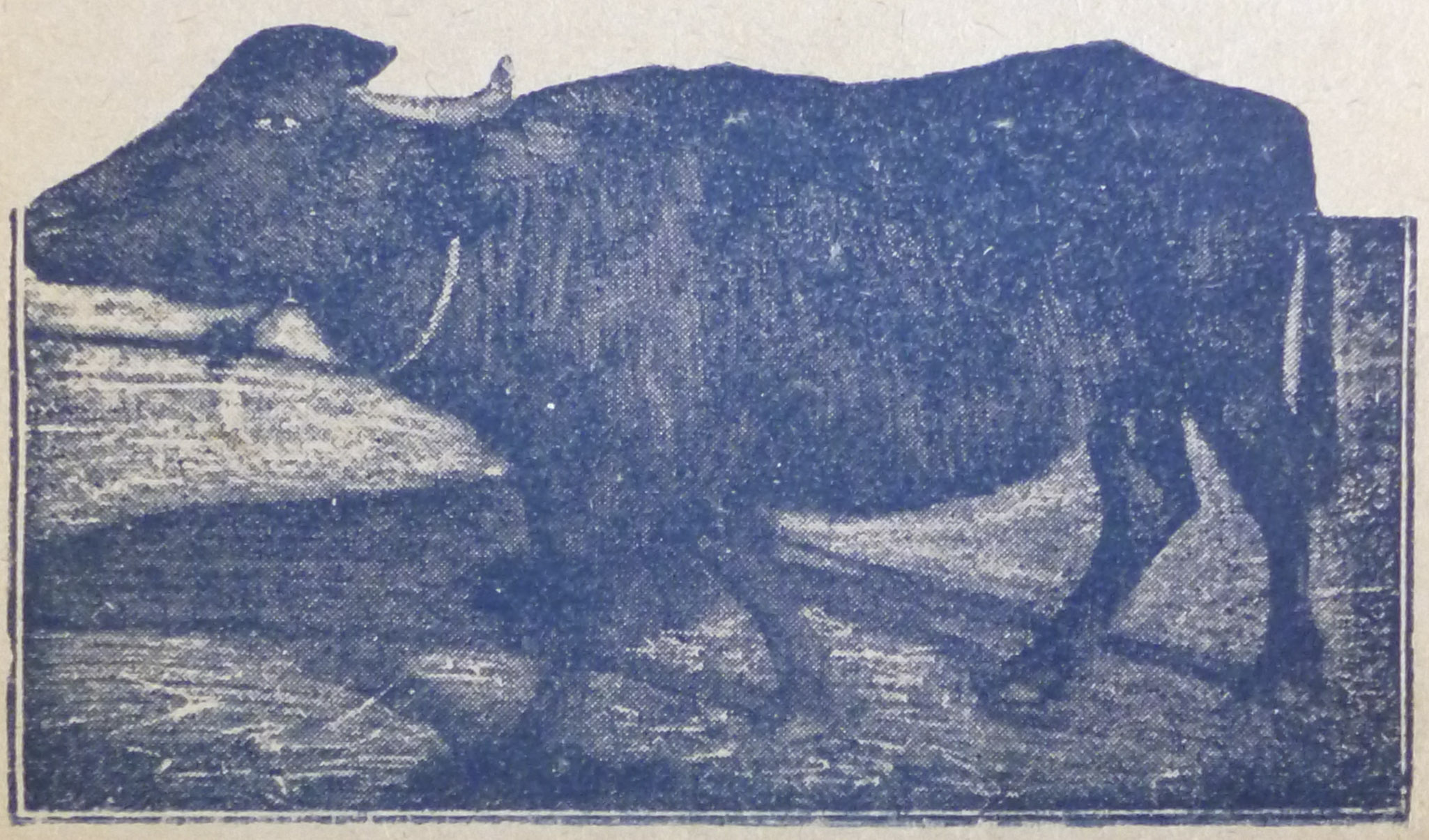
Буйволиця № 62 «Агриппіна», вік 8 років, жива вага 461 кг, річний удій 1813,2 л.
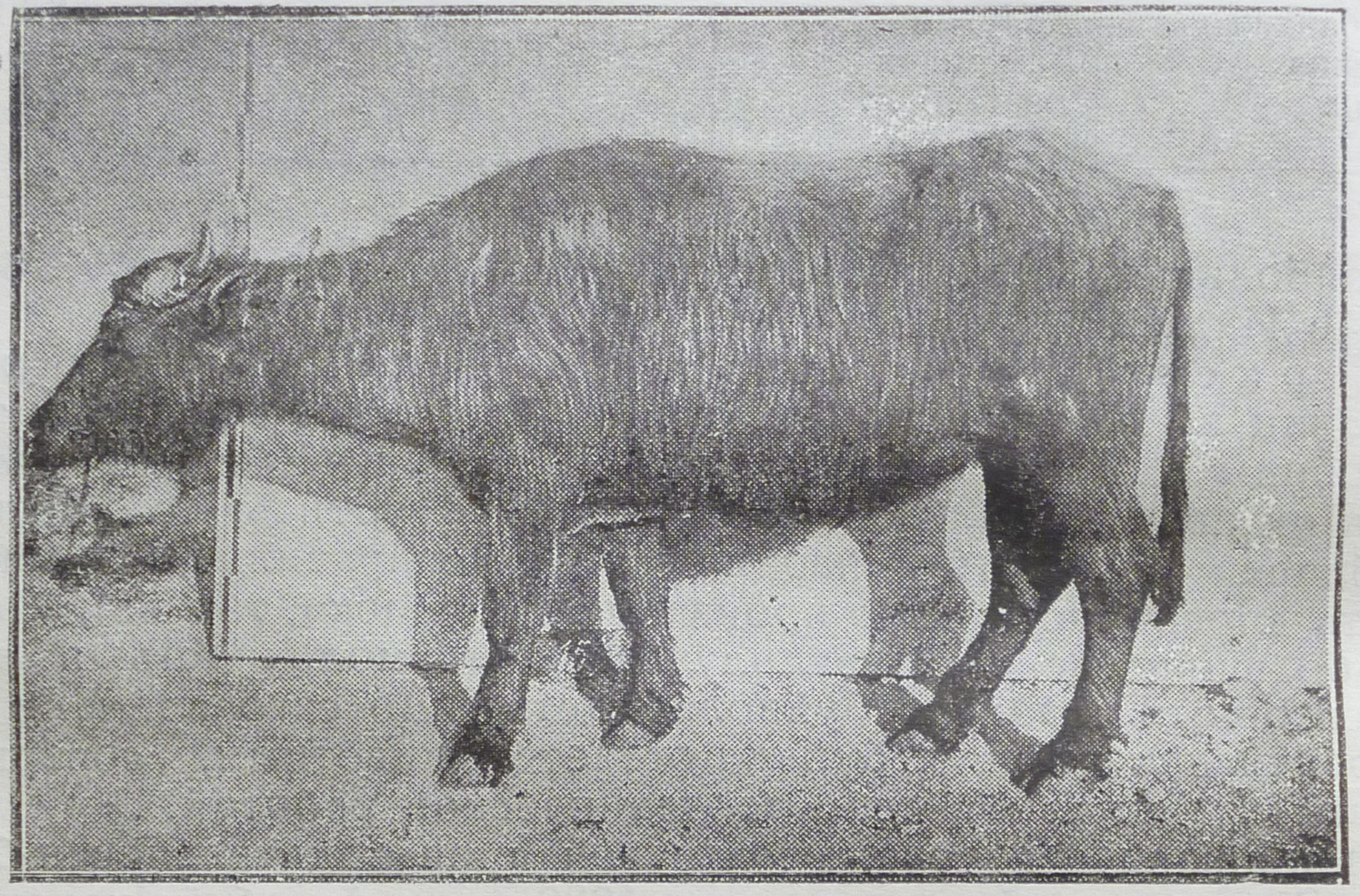
Буйволиця № 15 Азербайджанської зоотехнічної станції, вік 7 років, зріст 132 см, жива вага 462 кг, річний удій 1270 л.
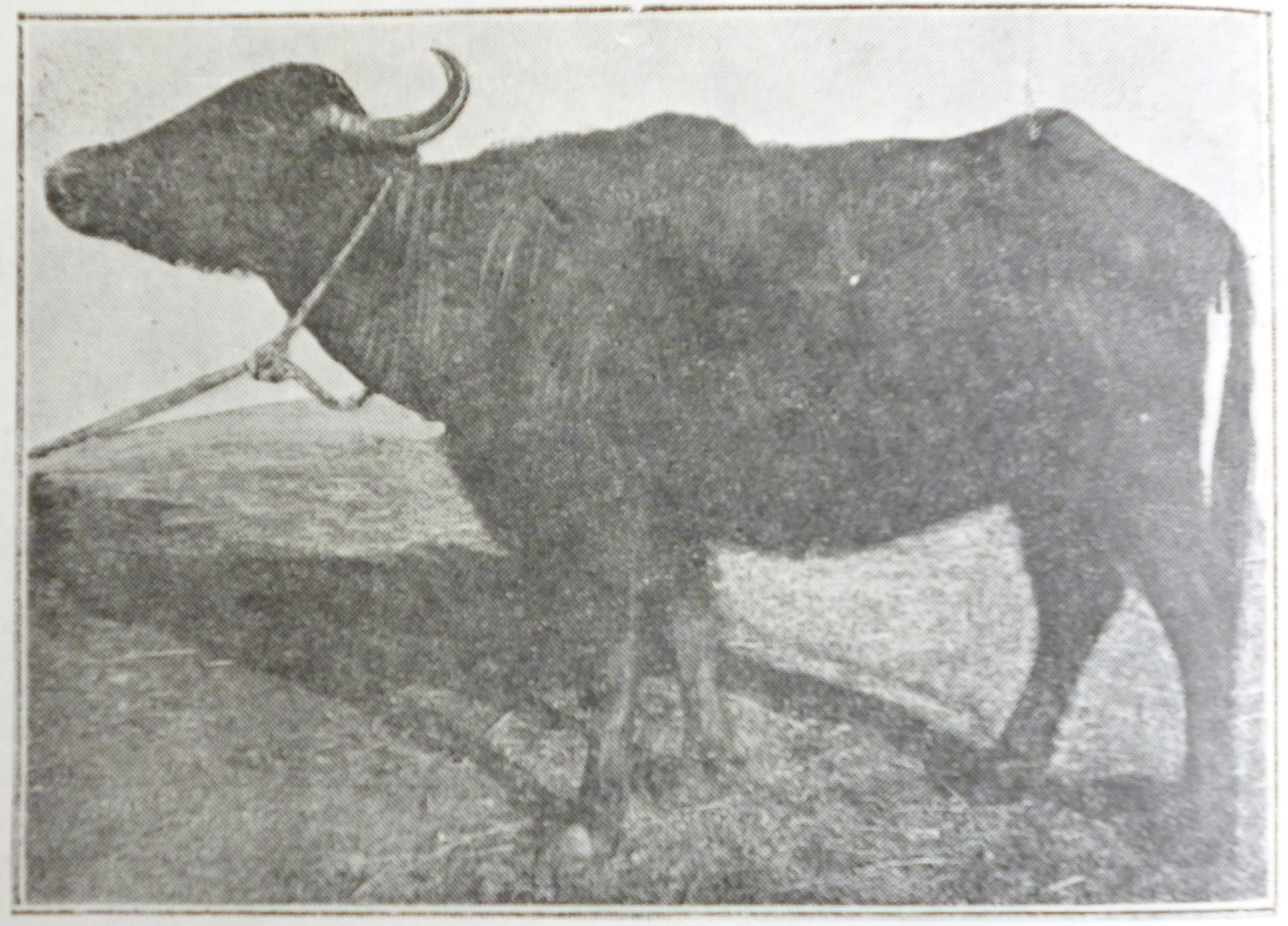
Буйволиця № 5 «Амалія», вік 9 років, жива вага 525 кг, річний удій 1699,6 л.